# 동아사이언스
《동아사이언스》(東亞Science, 영어: Donga Science)는 대한민국의 과학 콘텐츠 제작 회사다. 주요사업으로 잡지 출판, 온라인 미디어 운영, 과학 문화 및 교육 사업, 소프트웨어 개발 등이 있다.
1986년 1월 동아일보사에서 창간한 과학동아를 시작으로, 2000년 동아일보사 출판국 과학동아부가 '동아사이언스'라는 별도 법인으로 분사하게 된다.
상기 서술한 것과 같이 1986년 1월 과학동아 창간, 2004년 10월 어린이과학동아 창간, 2009년 10월 수학동아 창간, 2021년 5월 어린이수학동아를 창간했다.
2008년 10월 AAAS(미국과학진흥협회)에서 어린이과학동아가 '로드킬' 특집기사로 ‘2008 과학언론상’ 수상했고 2011년 5월과 2013년 2월 문화체육관광부에 의해 해당 잡지가 '우수 콘텐츠 잡지'로 선정되었다.

## 사진
- 동아사이언스 사 내에 전시된 과학동아 표지들과 잡지들이다.

## 같이 보기
- 과학동아
- 어린이 과학동아
- 수학동아
- 어린이 수학동아
- 동아미디어그룹